# Banane (coiffure)
Pour les articles homonymes, voir Banane (homonymie).

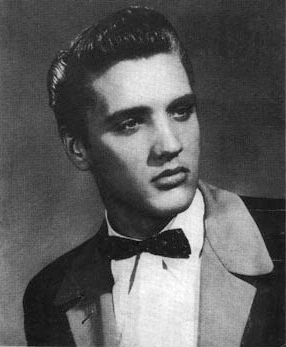
Elvis Presley et sa coiffure rockabilly (ou Pompadour) au milieu des années 1950.

La banane est le nom donné à une coupe de cheveux en usage chez les rockers, tel l'artiste Elvis Presley. Sa caractéristique est une mèche gardée longue sur le dessus de la tête, roulée et maintenue par de la gomina, et qui dessine une protubérance cylindrique évoquant une ressemblance avec la forme oblongue de la banane.

## Dans la culture populaire
Dans les années 1980, la banane spectaculaire de Lucien a rendu célèbre ce personnage de l'auteur de bande dessinée Frank Margerin.